# カッパドキア三教父
カッパドキア三教父とは、
- 大ワシリイ（ヴァシリオス）
- 神学者グリゴリイ（グリゴリオス）
- ニッサの主教聖グリゴリイ（グリゴリオス）

の三人をいう。

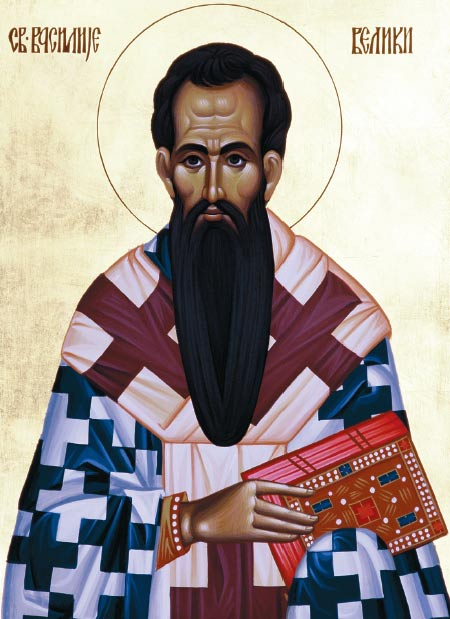
大ワシリイ（ヴァシリオス）
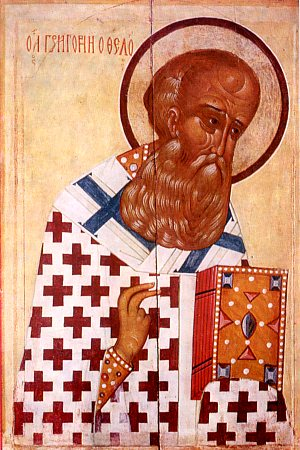
神学者グリゴリイ（グリゴリオス）
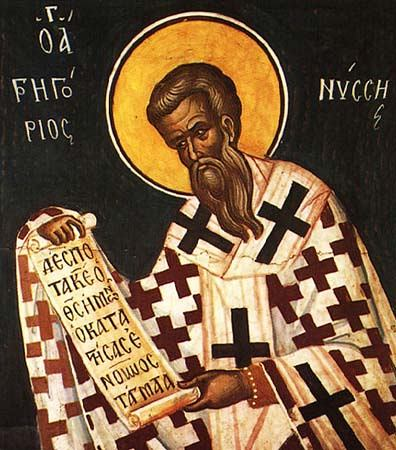
ニッサの主教聖グリゴリイ（グリゴリオス）

ともに4世紀にキリスト教神学者、主教として東ローマ帝国カッパドキア州で活躍し、それぞれの教会の指導に当たるとともに公会議および書簡論文でのアリウス派反駁を行い、三位一体を始めとする正統教義の確立に寄与した。
なお大ワシリイと神学者グリゴリイは年少のころよりの友人であり、主教聖グリゴリイは大ワシリイの弟にあたる。